# انسان‌ها و خرچنگ‌ها
انسان‌ها و خرچنگ‌ها (به اسپانیایی: Homens e Caranguejos) کتابی نوشته ژوزوئه دو کاسترو است.
این کتاب با سایر آثار نویسنده تفاوت دارد در کتاب‌های دیگرش پدیدهٔ گرسنگی را از نظر گاهای علمی و اجتماعی بررسی کرده‌است اما در این کتاب بیداد گرسنگی را در خلال یک داستان لطیف نمایانده‌است. این داستان به تنهایی بیش از همهٔ رساله‌های اقتصادی و سیاسی از چهره زشت و نفرت بار گرسنگی پرده بر می‌گیرد.

## داستان
داستان از زبان کودکی به نام «زائو پائولو» روایت می‌شود. او با کنجکاوی زوایای سرزمینی مطرود را می‌کاود، و با بیان روحیات یکایک ساکنین، آن مکان را خوب به تصویر می‌کشد. همسایگانی که پیوندشان با دیگران مرهون گرسنگی، درد، رنج و مطرود بودن آنهاست. در برابر این کمبودها هر یک از این افراد، تجربه ای منحصر به فرد از زندگی دارد. مردی نیز هست که با نگاهی ورای نگاه دیگران، رنج اطرافیانش را می‌بیند، و با آینه ای کوچک، همسایگان را روانکاوی می‌کند، خوانشگر به موازات این دنیای سیاه و سفید، با دنیایی رنگارنگ نیز، که گویا در کراتی دیگر است، آشنا می‌شود، انگار، یادآور دنیای «اسکارلت» است پس از ازدواج با «رت باتلر». مهمانی‌های اشرافی، خانه‌های مجلل، زنان زیبا و آراسته در لباسهای فاخر، و … ا.

## ترجمه فارسی
این کتاب در ۱۳۴۶ توسط محمد قاضی و در سال ۱۳۵۴ منیر جزنی (مهران) به فارسی برگردان شده‌است.